# 白彦陶力木湖
白彦陶力木湖是位于中国内蒙古自治区呼伦贝尔市新巴尔虎右旗宝格德乌拉苏木西北的一个湖泊。其位置约在东经117°05，北纬48°30′。湖面面积达11.50平方公里。该湖主要沉积物为芒硝，总含盐量为144.71克/升。白彦陶力木湖在蒙古语中的意思是富饶的盆地。